# Doenjang
Doenjang, sojapasta, is een traditionele Koreaanse saus of pasta gemaakt van gefermenteerde sojabonen. Letterlijk betekent het dikke pasta. Het wordt als ingrediënt gebruikt in veel Koreaanse gerechten, waaronder doenjang stoofpot, doenjang jjigae genaamd.
Het fermentatie proces vindt plaats in grote aardewerken potten, jangdok (장독) genaamd.

## Productie
Om doenjang te maken worden gedroogde sojabonen gekookt en vervolgens gemalen tot fijne stukjes. Van de ontstane substantie worden blokken gemaakt, meju (메주) genaamd. Deze blokken worden in de zon gedroogd; in deze fase van het productieproces begint ook de initiële fermentatie. Hierbij komt soms een onplezierige visgeur vrij. Nadat de blokken opgedroogd zijn worden ze naar een warme plek gebracht om het fermentatieproces te versnellen. In vroeger dagen werden de blokken aan de dakrand gehangen om in de zon te drogen. Nog later worden de blokken in de jangdok geplaatst met pekel. Tijdens dit deel van het proces vormen diverse bacteriën een geheel om tot een vitaminerijke substantie te komen, vergelijkbaar met het proces waarin men van melk yoghurt maakt. De ontstane substantie wordt verdeeld in een vloeistof en een vaste substantie. De vloeistof wordt Koreaanse soja saus terwijl de vaste substantie doenjang is.
Doenjang welke wordt geproduceerd in fabrieken wordt vaak ook voorzien van tarwe en soms wordt ook gemalen ansjovis toegevoegd als smaakversterker.